# ミッシング 〜消された記憶〜
『ミッシング 〜消された記憶〜』 (The Girl in the Park) は、2007年のアメリカ映画。
2007年のトロント国際映画祭出品。イギリスなどでは劇場公開されたが、アメリカでは劇場未公開のまま2009年12月にDVDが発売された。日本でも劇場未公開のまま、2010年6月にDVDが発売された。

## キャスト
- ジュリア・サンドバーグ：シガーニー・ウィーヴァー
- ルイーズ：ケイト・ボスワース
- クリス：アレッサンドロ・ニヴォラ
- セレステ：ケリー・ラッセル
- ダグ：デヴィッド・ラッシュ
- レイモンド：イライアス・コティーズ

## 制作の背景
2006年11月13日にニューヨーク市で撮影開始。12月21日に撮影終了。